# 朱瑄
- 關於名为朱瑄的其他人物，請見「朱瑄 (消歧义)」。
- 關於名为朱宣的其他人物，請見「朱宣」。

朱瑄（9世纪—897年），一作朱宣，晚唐军阀，中和二年（882年）—乾宁四年（897年）以节度使身份统领天平军。他和在邻镇的堂弟泰寧军节度使朱瑾组成权力联盟，后又与盟友感化军节度使时溥一起陷入与前盟友宣武军节度使朱全忠的长期战斗中，这场战斗对乡村造成了很大的损害。乾宁四年，他们三人战败，朱瑄被朱全忠俘虏并处决。

## 背景
朱瑄是宋州下邑人，生年不详。父朱庆，为乡里豪杰，朱瑄随父贩卖私盐。朱庆被官吏逮捕伏诛，朱瑄被笞责，逃到青州，为平卢军节度使王敬武牙卒、小校。农民军黄巢起事，唐僖宗诏天下勤王，中和元年（881年），王敬武派将曹存实率兵三千前去，以朱瑄为军候。朱瑄以战功累迁列校。后曹存实被召回青州，行经天平军军部郓州，据之，因朱瑄有功，署朱瑄为濮州刺史、郓州马步军都将，又任郓州马步都指挥使，统领帐下牙军。提拔賀瓌为小将。
二年十月，想兼并曹州、郓州的邻镇魏博节度使韩简渡河攻打天平军，曹存实战死。朱瑄收集残兵，接管了郓州的防务，没让韩简攻陷鄆州。朱瑄被三军推为留后，并得唐僖宗认可。朱瑄以賀瓌为马步军都指挥使，表授检校工部尚书。

## 初领天平军
韩简继续包围郓州，但围城6个月仍未攻陷，三年（883年）二月，先前被韩简驱逐的河阳节度使诸葛爽却趁机复夺河阳，朱瑄请求讲和，韩简因此放弃围城，与朱瑄讲和，转而迎战诸葛爽，兵败，随后被部下所杀。乐行达接掌魏博。僖宗嘉奖朱瑄，七月，任为全权节度使，累加官至检校太尉、同平章事。朱瑄也派出偏将侯瓒等参与诸道兵讨伐黄巢和先投降黄巢后又自立的奉国军节度使秦宗权。
时朱瑄有军三万，堂弟（一作胞弟）朱瑾年轻时就随朱瑄在郓州，补军校，勇冠军中，兄弟俩秘密有争夺天下的心思。宣武军节度使朱全忠兵少，多次被秦宗权攻打。他因与朱瑄同宗，早已兄事朱瑄，便于四年（884年）六月遣使向朱瑄求援。朱瑄派朱瑾率军前去，在合乡大败秦宗权。朱全忠感激朱瑄，约为兄弟。
十一月，朱瑄企图接管义成军不果：当时，義成节度使安師儒委政于两厢都虞候夏侯晏和杜標，士卒离心。小校張驍聚众二千人攻打义成军部滑州，迫使安師儒处决了夏侯晏和杜標。朱瑄想控制义成，派堂弟濮州刺史朱裕诱杀張驍。然而，朱全忠先行一步，派部将朱珍和李唐宾抢先乘人不备突袭滑州，生擒安師儒。朱全忠就此接管义成军，任牙将胡真为知留后。
光启二年（886年），朱瑾以娶泰宁军节度使齐克让之女为幌子，伏击并驱逐了齐克让，接管了泰宁军，并得到朝廷认可为节度使。朱瑄、朱瑾等军阀都割据一方不纳贡，赏罚由己，朝廷只能姑息。朱瑄、朱瑾雄踞山东，占去本属平卢军的齐州。
三年（887年）四月，秦宗权再次大举进攻朱全忠军部汴州，朱全忠再次向朱瑄、朱瑾求援，朱瑄、朱瑾也各自领军驰援，分别屯于静戎镇和封禅寺。朱全忠因此得以于五月合宣武、义成、天平、泰宁四镇军队在边孝村击败秦宗权：他关闭城门开宴会，秘密开北门击秦宗权寨，军士哗然跑入中营，朱瑄、朱瑾整兵合击，大败秦宗权将张晊，斩首二万余级。朱全忠感激朱瑄、朱瑾，也与朱瑾约为兄弟。
但就在当年八月，朱瑄、朱瑾和朱全忠的联盟就破裂了。朱全忠早想图谋天平军和泰宁军，虽然和朱瑄、朱瑾感情很好，送厚礼给他们，心里也忌恨朱瑄、朱瑾之雄，但因为朱瑄、朱瑾曾援助自己，一直没有兴兵的借口。朱瑄、朱瑾因宣武军士兵勇悍，私心爱之，于是秘密在曹州、濮州界上悬金帛以诱之，朱全忠谋士秀才敬翔献计令宣武军士卒诈作贪利而转投，朱全忠因而有了讨伐叛徒的名义，并写信粗暴指责朱瑄。朱瑄报以一封措辞严厉的回信。朱全忠以此为借口，派朱珍和大校葛从周攻陷天平军下辖的曹州，擒刺史丘弘礼以献并杀之。朱珍又围攻濮州，朱瑄、朱瑾迎战于临濮刘桥，兵败，被杀数万人，都将邹务卿以下五十人被擒，仅仅逃得性命。双方就此展开战争，直到朱瑄身亡才停止。朱全忠亲自攻打郓州。九月，朱珍攻濮州，朱瑄派弟弟朱罕率步骑万人救援濮州，十月却被朱全忠亲率葛从周等数千骑在范县打败擒斩，俘虏尹万荣等三人。朱珍、葛从周攻占濮州，时任濮州刺史的朱裕单骑逃往郓州。朱珍又攻打郓州，以精兵挑战，天平军不出战。朱瑄让朱裕给朱珍带信，诈为内应。当朱珍在朱裕暗示下趁夜派兵进城时，朱瑄开门放入其军，闭门杀之，杀了数千人，又用炮石袭击未入城的军队，杀裨将百余人。朱珍大败，仅以身免，只得于十一月撤军。朱瑄随后收复曹州，以部下郭词（一名郭饶）为刺史。但当月曹州都将郭铢（一名郭绍宾）又斩杀郭词，归附朱全忠。

## 与朱全忠的战争
龙纪元年（889年），朱全忠急攻感化军节度使时溥。时溥求援于朱瑄。朱瑄写信给朱全忠，请求放过时溥并修好，朱全忠假装答应。朱瑄因有恩于朱全忠，遣使责怪他：“黄巢、秦宗权相继荼毒中原，我们与君把臂同盟，彼此相依。如今贼已平灭，人们刚刚可以聊生，吾弟应该考虑长远，不可自相鱼肉。行人失辞、疆吏逾法，都是可以用道理处理的，不应该就坏了和好。投鼠忌器，弟应该思考一下。”朱全忠正怒时溥私通自称淮南节度使的孙儒，不从其言。朱全忠部将庞师古攻徐州，朱瑄出师相救，又派朱瑾出兵相救时溥，朱全忠很记恨。
同时，朱瑄和朱全忠的大敌河东节度使李克用结盟。大顺元年（890年）十月，昭宗讨伐李克用，兵败，李克用上表章自诉称自己无罪，如果自己用兵云中有罪，那么朱瑄、时溥无罪而遭朱全忠讨伐，朱全忠也有罪。二年（891年）三月，李克用发现部将邢洺节度使安知建私通朱全忠，上表用养子李存孝取代他。安知建害怕，逃到青州。唐昭宗任安知建为神武统军。当安知建率军开往长安时，朱瑄在黄河上将其伏杀，献其首于河东军部晋阳。
景福元年（892年）二月，朱全忠再次大举进攻朱瑄，以子朱友裕率二百骑为先锋，屯斗门。朱全忠亲自为后继，到卫南，朱瑄率轻兵步骑万人夜袭斗门，朱友裕弃营南逃，朱瑄进其营。朱全忠不知朱友裕败逃，清晨引军运粮赶到斗门营，导致大批毫无防备的宣武军被朱瑄所杀。朱全忠退军瓠河，与朱友裕失散，屯兵距濮州十五里的村落间，次日朱友裕前来。时朱瑄在濮州。朱全忠令朱友裕率壮骑观察郓州虚实，亲自率军北进。朱瑄率军回郓州，朱全忠攻击之，被大破而走，向南逃，被追急，跃马过深沟，堪堪幸免，节度副使李璠及所部大将十余人战死。尽管遭到大败，朱全忠随后仍然于五月派朱克让率众劫掠兖、郓的麦子，十一月又派朱友裕率兵攻下濮州，擒献刺史邵儒，守城的贺瑰弃城而走，朱全忠自己也击败了时溥。朱瑄、朱瑾和李克用试图救援时溥也无法取胜。时溥被迫自焚，朱全忠接管感化军。
二年（893年）十二月，葛从周攻打齊州刺史朱威，朱威告急，朱瑄和朱瑾引军救援，葛从周固其营垒。宣武军久攻齐州不下。乾宁元年（894年）二月，朱全忠亲自在清河下寨攻朱瑄，率大军从郓州东路向北屯东阿鱼山，朱瑄、朱瑾合兵，分三路攻之以求速战，大战于鱼山下，朱全忠整军出寨时朱瑄、朱瑾已在阵前，不久东南风大起，宣武军处在下风处，旌旗乱了，士兵很有惧色，朱全忠就令骑士扬鞭呼啸。不久西北风突然起，当时两军都在草莽中，朱全忠于是命纵火，烟火漫天，朱全忠乘势以攻，大败朱瑄、朱瑾，万余人阵亡，余众拥入清河。朱全忠筑京观于鱼山之下，屯曹州南，朱瑄迎战，又被擒将三人。朱全忠驻军数日而回。五月，朱瑄、朱瑾只得遣使向李克用求援，李克用派出由骑将安福順、安福慶、安福遷三兄弟率领的精骑五百相助。二年（895年）正月，朱全忠养子朱友恭围攻泰宁军军部兗州，朱瑄率步骑带着兵粮想进入兖州援救朱瑾时遭到朱友恭伏击，在高梧战败，粮饷被劫，安福順和安福慶被俘，安福迁后来也战死。朱全忠亲自领军到单父。八月，朱全忠又亲领亲军伐朱瑄，到大仇，遣前军挑战，由都指挥使庞师古等在梁山下寨、设伏，九月，在梁山击败朱瑄，擒李克用部将史完府，斩首数千级，夺马数百匹，迫使朱瑄退回郓州，朱全忠南进。十月，就在朱全忠攻郓州时，朱瑾从兄齐州刺史朱琼遣使请降，朱全忠于是转而攻兖州，朱琼果然来降。
十一月，朱瑄又一次试图解兖州之围，派部将賀瓌、柳存及李克用部将何懷寶率军万余人袭击已被朱全忠攻占的曹州。当时賀瓌已数次在军镇边境领兵。这支军队赶往待宾馆，賀瓌出奇兵攻宣武军辎重。朱全忠俘获降卒得知，从中都引军连夜追赶百余里到巨野东、南，全歼了这支军队，朱友恭俘虏賀瓌、柳存、何懷寶、将吏数十人、士卒三千余人，朱全忠尽杀俘虏，将三将展示给朱瑾，说：“你的堂兄已经败了，你为什么不早投降？”朱瑾同意投降，但要求由朱琼来接掌泰宁军的兵符印绶。当朱琼准备入城时，朱瑾却将其伏杀。朱全忠士气受损，估计城不可下，留军围城后离去。但由于持续对朱全忠作战，春秋两季连年遭到朱全忠的劫掠，大小数十战后，天平军、泰宁军都撂荒了，百姓不能耕织，五六成人被俘，两镇府库耗尽，治下诸城都被朱全忠占有。十二月，朱瑄、朱瑾再次向李克用求助，李克用派大将骑将史儼和李承嗣率五千骑兵前去，并向时任魏博节度使、乐行达的继任者罗弘信借道。朱友恭退屯曹州南。朱全忠亲自讨伐朱瑄，割其麦，败李承嗣等而还。朱瑄追击，大掠曹州。三年（896年），李克用又意图经由魏博派出更多的军队，派养子都指挥使李存信率步骑三万屯莘县，但闰正月，李存信劫掠魏博乡里，激怒了罗弘信，李存信被罗弘信设伏击败。李克用又派部将李瑭屯莘县以救朱瑄，又被罗弘信所攻败。李克用攻打罗弘信时，又被罗弘信和朱全忠的联军击败。河东的道路断了，李克用再也不能派出更多的援军，天平、泰宁进一步陷入绝境。朱全忠大喜，认为可以围困朱瑄，又担心罗弘信离心，每年都对罗弘信卑辞厚礼。六月，朱全忠回军屯阳留以伐郓州。庞师古又随朱全忠到汶阳，与朱瑄、朱瑾、史俨战于故乐亭，大捷而回。朱瑄迎战庞师古于马颊河，败归。庞师古逼攻郓州西门，朱瑄不出战。八月，朱全忠又屯军洹水。九月，李存信打败葛从周，乘胜追杀到魏州北门。

## 败死
四年（897年），李克用动用依附于他的卢龙节度使刘仁恭的军队救朱瑄，刘仁恭却不响应，更最终独立。正月，朱全忠以洹水的军队大举攻郓州，营于济水旁，葛从周和庞师古合兵再次围攻郓州，由庞师古统军。时已被迁为诸军都指挥使的朱友裕用长堑围城。朱全忠共讨伐朱瑄十次，败了四次，前后与朱瑄、朱瑾大小数十战，互有胜负。朱瑄兵少粮尽，部下将才不存，愈发沮丧，自觉不能与朱全忠相争，决定在城周围挖一条深的护城河，以避免和朱全忠交战及让敌军不能逼近。结果，庞师古令诸将撤木为桥，趁夜搭起浮桥，以中军先过河，声音震动郓州。滑州牢城遏后指挥使牛存节派都将王言在郓州西北边壕沟中藏船，约好中午以军队渡河过壕沟急攻之，当天营中起火，郓州军登城望火，王言不敢动，未能响应牛存节，牛存节独自破郓州西城门，夺其桥，宣武军一齐入城。朱瑄闻讯被迫弃城出逃，在葛从周追杀下逃到中都北，藏在乡民家，乡民杖打他，将他绑起来和其妻荣氏及其子等都抓起来交给追来的葛从周，庞师古、葛从周将他们押解到汴州。朱全忠在汴州桥下处决朱瑄等，纳荣氏。荣氏后出家为尼。同时，朱瑾也守不住泰宁军，在出城去丰沛一带寻粮时，留守兖州的别将康怀贞得知郓州失守，在葛从周大军到后与朱瑾子朱用贞举城出降，朱瑾和史儼、李承嗣一同南逃，投奔淮南节度使杨行密，使得朱全忠接管了整个黄淮地区。李存信得知郓州、兖州都失守了，也班师。
朱全忠都押衙丁会在对秦宗权、时溥、朱瑄、朱瑾作战时，常率军参战，多立奇功。亲校氏叔琮因与时溥、朱瑄作战有功，得累表检校尚书右仆射，为宿州刺史。郓州人张从楚年轻时就效力朱瑄帐下，朱瑄败亡后归顺朱全忠。

## 评价
- 《旧唐书》史臣曰：（朱）瑄、（时）溥不以善取，固宜凶终。[1]
- 《旧五代史》史臣曰：夫云雷构屯，龙蛇起陆，势均者交斗，力败者先亡，故瑄、瑾、时溥之流，皆梁之吞噬，斯亦理之常也。[2]